# Redwood Valley (Kalifornija)
Redwood Valley je naseljeno područje za statističke svrhe u američkoj saveznoj državi Kalifornija. Prema popisu stanovništva iz 2010. u njemu je živjelo 1.729 stanovnika.